# On the beach (Cliff Richard)
"On the Beach" is een single van de Engelse zanger Cliff Richard, waarbij hij begeleid wordt door The Shadows. Het nummer is geschreven door de twee gitaristen van The Shadows, Hank B. Marvin en Bruce Welch, met een tekstuele bijdrage van de zanger zelf.

## Tracklist

### 7" Single
Columbia C 22 757 [de] (26-06-1964)
1. On the Beach
2. A Matter Of Moments

## Hitnotering
| On the Beach               | On the Beach          | On the Beach | On the Beach | On the Beach | On the Beach | On the Beach | On the Beach | On the Beach | On the Beach | On the Beach | On the Beach |
| Hitlijst                   | Datum van binnenkomst | Week:        | 1            | 2            | 3            | 4            | 5            | 6            | 7            | 8            |              |
| -------------------------- | --------------------- | ------------ | ------------ | ------------ | ------------ | ------------ | ------------ | ------------ | ------------ | ------------ | ------------ |
| Tijd Voor Teenagers Top 10 | 15-8-1964             | Positie:     | 3            | 3            | 3            | 3            | 4            | 5            | 8            | 9            | uit          |